# Gare de Lérida Pyrénées
La gare de Lérida Pyrénées (en catalan : estació de Lleida Pirineus) est une gare ferroviaire espagnole appartenant à ADIF située à Lérida, en Catalogne. C'est un important centre de communication entre l'intérieur de la péninsule ibérique, les grandes villes du corridor méditerranéen et la frontière française. La gare est composée de deux bâtiments : l'ancien bâtiment voyageurs et l'annexe construite lors de l'arrivée du train à grande vitesse (AVE) à Lérida. 

## Situation ferroviaire
La gare est établie : sur des lignes de l'ADIF : ligne 050 (LGV Madrid - Barcelone - Figueras), ligne 220 (Barcelone - Lérida),  ligne 230 (Tarragone - Lérida) ; et sur une ligne FGC : ligne 206 (Lérida - La Pobla de Segur).

## Histoire
Le train est arrivé à Lérida le 30 mai 1860 avec l’inauguration du tronçon Lérida - Manresa. C'était une période de récupération, une fois les épidémies et les guerres terminées. À la fin du XIXe siècle, le train reliait la ville à Barcelone, Saragosse et Tarragone. Au siècle dernier, la gare actuelle a été construite, qui est un bâtiment de style français.  
La gare de Lérida a également été reliait à Balaguer, Tremp et La Pobla de Segur, par la ligne Lérida - La Pobla de Segur, entrée en service en 1924 lorsque le tronçon entre Lérida et Balaguer a été inauguré,.   
Déjà en 2003, avec l’arrivée du train à grande vitesse, la gare était connue sous le nom de Lérida Pyrénées. Entre les modifications apportées, il y a notamment l’installation d’une grande structure en acier et en verre qui protège les quais des rigueurs du temps. L’installation de cette marquise a été controversée car certains voisins et techniciens ont estimé que leurs grandes dimensions rompaient avec l’aspect classique du bâtiment traditionnel.  
Lors du réaménagement de la gare, le dernier tronçon de la voie encore découvert a été recouvert, compris entre les rues de les Corts Catalanes et dels Comtes d'Urgell, où un parc a été construit, il fait environ 16 100 m2 pour un budget de 11 796 516€.  
La station propose toutes sortes de services, notamment des casiers, un service client, une cafétéria, un kiosque, des magasins et un hôtel. Un centre commercial Vialia est également en construction et, à l'avenir, la nouvelle gare routière sera construite. 
En 2016, la gare a enregistré l'entrée de 146 000 passagers de Rodalies de Catalunya et de la  ligne Lérida - La Pobla de Segur.

## Service des voyageurs

### Desserte
Lérida Pyrénées est desservie par des Rodalies de Lérida, Régionales de Rodalies de Catalunya, des AVE et des Alvia. 
Les lignes régionales de Catalogne R12, R13 et R14 ont toutes leurs terminus ici. La ligne RL1 de rodalia et la ligne régionale RL2 de la ligne Lérida - La Pobla de Segur y ont également terminus. Il existe également des liaisons vers l'Aragon avec la ligne R43. Il y a aussi les Avant Barcelone - Lérida. Certains régionaux de la ligne R14 ne s’arrêtent pas à Puigverd de Lleida, donc l'arrêt suivant ou précédant est Juneda (es).
Chaque jour, plusieurs trains de longue distance relient Lleida à Barcelone, Tarragone, Saragosse, Madrid, Séville, Malaga, Vigo, Bilbao, Gijón et La Corogne, entre autres.

Installations de la gare
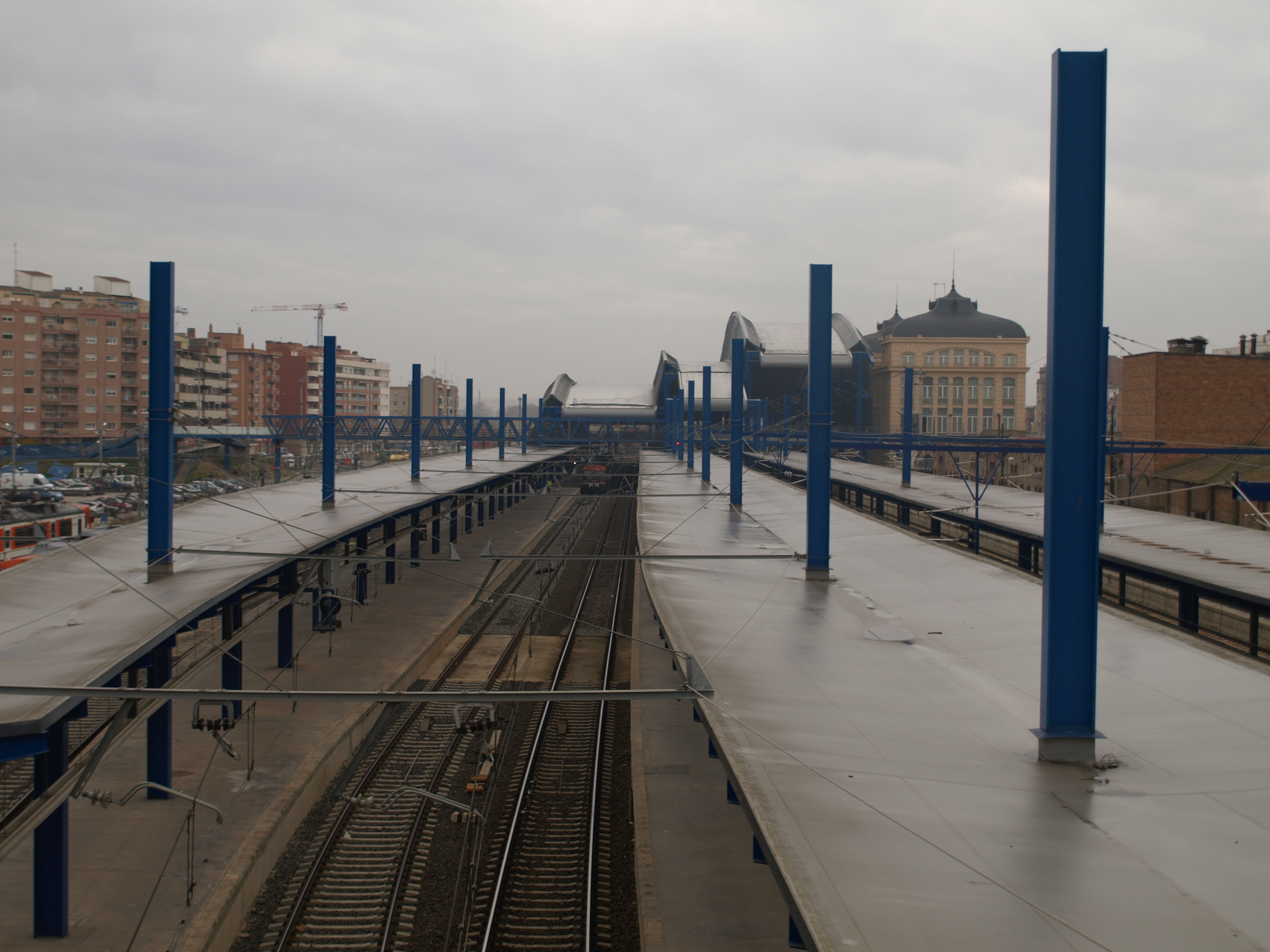
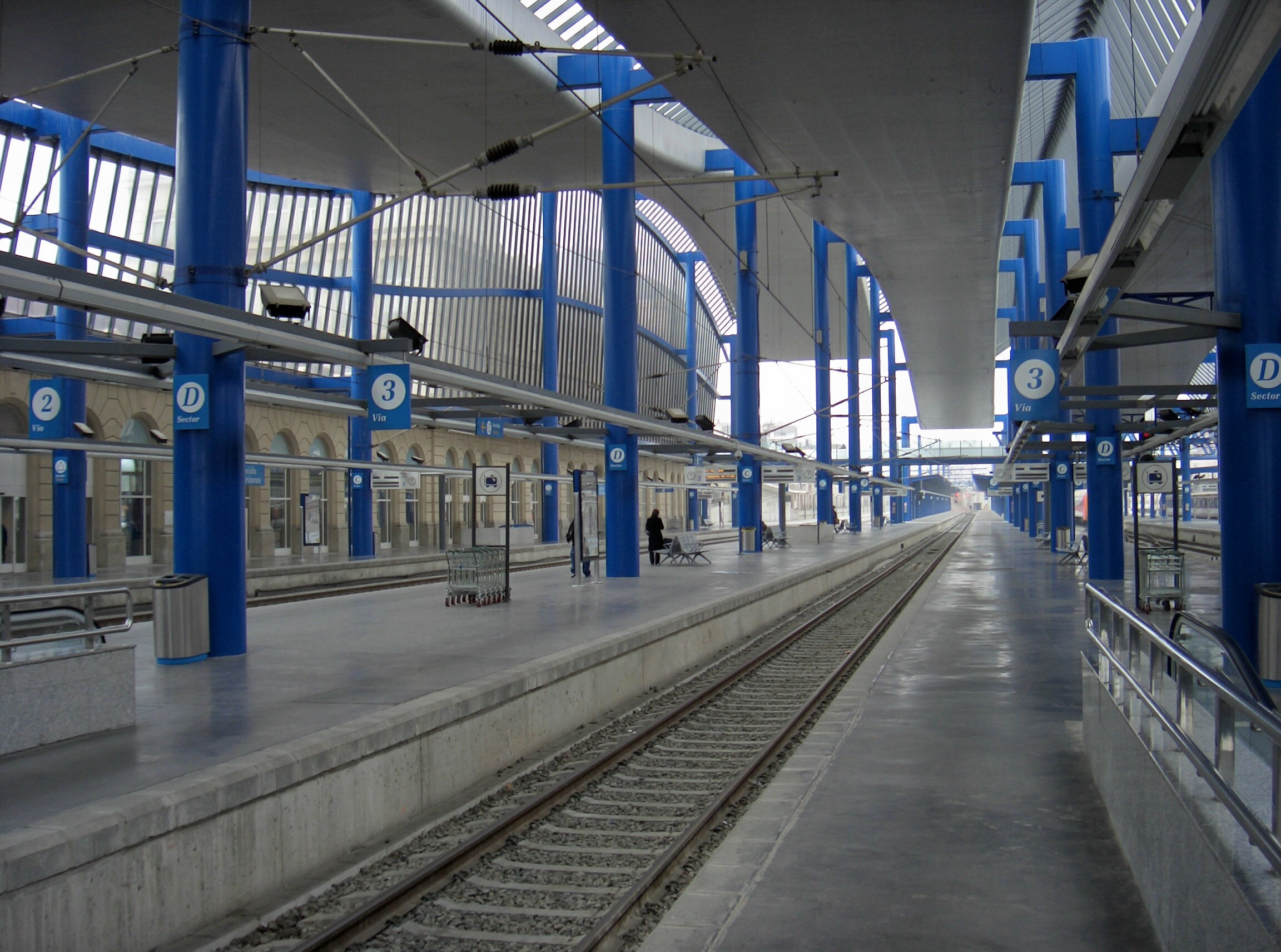

## Patrimoine ferroviaire
C'est un bâtiment protégé en tant que bien culturel d'intérêt local. Il s’agit d’un ensemble de bâtiments monumental comprenant: le bâtiment principal et l’aile de services annexes, le bâtiment de repos, un petit pavillon de services et une passerelle pour piétons. La façade principale est de style néo-classique avec une modulation d'ouvertures d'arcs surbaissés. Le vestibule est un grand espace double face dans le corps principal. La structure mélange des piliers avec des murs en fer et béton, en pierre artificielle et en saillies de fer; il a été réformé dans la distribution intérieure et l'ajout de marquises.